# Family Party
Singles de Kyary Pamyu Pamyu
Yume no Hajima-Ring Ring
(26 février 2014) Kira Kira Killer
(11 juin 2014)
Family Party (ファミリーパーティー, Fête familiale) est le neuvième single physique de la chanteuse pop japonaise  Kyary Pamyu Pamyu.

## Informations
Le single est sorti le 16 avril 2014 sur le label Unborde de Warner Music Group, en trois éditions avec des pochettes différentes : une régulière avec CD, et deux limitées avec CD et DVD. Le single est écrit, composé et produit par Yasutaka Nakata, et contient deux chansons et leurs versions instrumentales, plus un troisième titre : une version remixée de la chanson du sixième single physique de la chanteuse, Invader Invader.
La chansons-titre est utilisée comme générique de fin du film anime Eiga Crayon Shin-chan: Gachinko! Gyakushu no Robo To-chan adapté de la série Crayon Shin-chan (pour laquelle la chanteuse avait déjà interprété la chanson Kimi ni 100 Percent un an auparavant) ; son vidéoclip est publié sur le compte YouTube officielle de Kyary Pamyu Pamyu le 8 avril 2014. Elle figurera sur l'album Pika Pika Fantajin en une nouvelle version pour l'album.
Le single atteint la 2e place des classements hebdomadaires des ventes de l'Oricon et se vent à 15,762 exemplaires durant la première semaine ; il est le single de Kyary ayant été le mieux classé à l'Oricon.

## Liste des titres
Toutes les chansons sont écrites et composées par Yasutaka Nakata.
| CD    | CD                                                                       | CD    | CD | CD | CD | CD | CD | CD | CD |
| No    | Titre                                                                    | Durée |    |    |    |    |    |    |    |
| ----- | ------------------------------------------------------------------------ | ----- | -- | -- | -- | -- | -- | -- | -- |
| 1.    | Family Party (ファミリーパーティー)                                      | 3:35  |    |    |    |    |    |    |    |
| 2.    | Scanty Skimpy                                                            | 3:38  |    |    |    |    |    |    |    |
| 3.    | Invader Invader -Extended Mix- (インベーダーインベーダー -extended mix-) | 5:28  |    |    |    |    |    |    |    |
| 4.    | Family Party -Instrumental- (ファミリーパーティー -instrumental-)        | 3:36  |    |    |    |    |    |    |    |
| 5.    | Scanty Skimpy -Instrumental-                                             | 3:38  |    |    |    |    |    |    |    |
| 19:55 |                                                                          |       |    |    |    |    |    |    |    |

| 1. | Kimi ni 100 Percent Furitsuke Video (キミに100パーセント振り付けビデオ) |  |

| 1. | Invader Invader Furitsuke Video (インベーダーインベーダー振り付けビデオ) |  |

## Crédits de la pochette
- Steve Nakamura – Directeur artistique, designer
- Shinji Konishi – Coiffure, maquillage
- Kumiko Iijima – Styliste
- Takeshi Hanzawa – Photographe